# هيروشي أدزوما
هيروشي أدزوما (باليابانية: 東 浩史) (15 مايو 1987 في سنداي في اليابان – )؛ هو لاعب كرة قدم ياباني سابق كان يلعب كلاعب وسط.

## وصلات خارجية
- هيروشي أدزوما على موقع رابطة كرة القدم اليابانية للمحترفين (اليابانية)
- هيروشي أدزوما على موقع قاعدة بيانات كرة القدم.إي يو (الإنجليزية)
- هيروشي أدزوما على موقع Soccerway.com (الإنجليزية)
- هيروشي أدزوما على موقع عالم كرة القدم.نت (الإنجليزية)